# Enemigo interno
Un enemigo interno se refiere a individuos o grupos dentro de un país que son percibidos como una amenaza para ese país. La distinción entre enemigos internos y externos se trata en La República de Platón. Entre los grupos considerados enemigos internos por los países en los que residen se encuentran los kurdos en Turquía, los palestinos en Israel, y los disidentes políticos bajo las dictaduras latinoamericanas.
En 2015, la Guardia Nacional de Venezuela publicó un manual de procedimiento relacionado con el orden público que incluía a los "guarimberos" (manifestantes) como enemigos internos del Estado.